# Румянцев, Георгий Алексеевич
Георгий Алексеевич Румянцев (1937 — 4 декабря 1990, Ленинград) — советский радиолюбитель, радиоспортсмен, конструктор. Его позывной — UA1DZ (ex: UB5UB). В его спортивном активе ряд рекордов СССР по радиосвязи на коротких волнах, рекорд Европы по связи на УКВ, более 70 побед в международных соревнованиях на УКВ, по радиомногоборью, соревнованиях по «Охоте на лис», где он стал чемпионом Европы.

## Биография

Скан QSL-карточки из коллекции Георгия Члиянца (UY5XE)

- 1955—1958 — годы работы оператором на коллективной радиостанции UB5KBD. Его позывной радионаблюдателя — UB5-5038.
- 1959 — Г. Румянцеву было присвоено почётное звание чемпиона СССР 1959 года.
- 1960 — Георгий Румянцев и Анатолий Гречихин стали чемпионами мира на III чемпионате Европы по «Охоте на лис».
- 1962 — занял I место в I всесоюзных соревнованиях по связи на КВ (17-е первенство). I место на диапазоне 3,5 МГц в соревнованиях «Охота на лис» на чемпионате Европы в Вильнюсе. На 144 МГц впервые, с помощью тропо, проводит QSO с UR2BU из г. Тарту, который находился от него на расстоянии в 270 км, и впервые, за счёт отражения радиоволн от северного сияния провёл QSO с OH1SM и OH2HK.
- 1963 — первый рекорд Румянцева на УКВ, связь на 2000 км с Цюрихом. На чемпионате по «Охоте на лис» UA1DZ завоевал бронзовую медаль.
- 1964 — установил официальный рекорд СССР по дальности радиосвязи в диапазоне 144—146 МГц. При помощи метеоров он провёл QSO с HB9RG (дальность связи — 2300 км). В этом же году чемпион по радиосвязи на КВ.
- 1965 — впервые установил связь на двухметровом диапазоне с Азией, занял второе место в третьих соревнованиях по SSB.
- 1966 — новый рекорд Румянцева — радиосвязь на 144 МГц с F8DO QRB=2300 км. Чемпион СССР по радиосвязи на УКВ[2].
- 1967 — на зональной радиовыставке представил комплекс аппаратуры для радиоспорта, в том числе приёмники для «Охоты на лис». В соревнованиях «Охота на лис», проведенных в Приморском парке Победы Ленинграда занял I место.
- 1968 — в III первенстве СССР по радиосвязи на КВ (заочные соревнования) занял I место с рекордом СССР — 225 QSO за 6 часов, а в V очном чемпионате СССР на УКВ, проходившем в районе Азовского моря занял III место.
- 1969 — установил всесоюзный рекорд по радиосвязи CW на КВ, в Первенстве СССР он за 12 часов провёл 586 QSO и при этом получил подтверждение по QSL от 534 корреспондентов.
- 1970 — занял VII место в соревнованиях «CQ WW WPX SSB CONTEST», а также — I место в соревнованиях «Миру-Мир». В VII чемпионате СССР на УКВ под Москвой UA1DZ занял II место.
- 1971 — владеелвсеми пятью зарегистрированными рекордами по КВ и УКВ.
- 1973 — в VIII чемпионате СССР и РСФСР по радиосвязи на КВ телефоном занял VI место.
- 1974 — на XXIX чемпионате СССР и РСФСР по радиосвязи на КВ телеграфом занял II место.
- 1977 — на I официальном чемпионате мира по радиосвязи на КВ, организованном IARU, занял II место.
- 1978 — на II чемпионате мира IARU по радиосвязи на КВ UA1DZ занял III место.
- 1990 — участник летом в городе Сиэтле (США) под эгидой вторых Игр доброй воли первого коротковолнового радиолюбительства очный командный чемпионат мира на КВ.

Скончался в 1990 году. Похоронен в Ленинграде.

## Семья
Жена — Светлана. Сыновья — Андрей, Владимир. дочь Мария.

## Конструкции
Румянцевым были разработаны следующие радиолюбительские конструкции:
- КВ антенна, состоящая из восьми фазируемых широкополосных вертикальных излучателей[3].
- Многодиапазонная КВ антенна типа «Ground Plane» высотой 9,3 метра[4].
- Антенна на 160 м диапазон[5].
- 15 элементная УКВ антенна.
- Ламповый УКВ конвертор.
- Приёмники-пеленгаторы «Лес-3.5», «Лес-28» и «Лес-145».

## Радиолюбительские рекорды
- Семнадцатикратный чемпион СССР по радиосвязи телеграфом и телефоном[6].
- Чемпион Европы по «Охоте на лис»[6].
- Обладатель рекорда по дальности тропосферной связи в диапазоне 2 м[6]
- Чемпион СССР по радиосвязи на УКВ в 1966 году.
- Обладатель официального рекорда по дальности метеорной связи в диапазоне 2 м.

## Звания и награды
- Мастер спорта СССР международного класса
- заслуженный мастер спорта СССР по радиосвязи на КВ.
- Орден «Знак Почёта».